# Larvik–Frederikshavn
Larvik–Frederikshavn var en färjelinje mellan Larvik i Norge och Frederikshavn i Danmark. Den fanns med olika ägare mellan 1936 och 2007.
Det trafikerades av A/S Larvik-Frederikshavnferjen fram till 1997. Därefter tog linjen över av Color Line tills den lades ner 2006. Första halvåret 2005 hade den drygt 250 000 passagerare.